# Адлерберг, Александр Яковлевич
Александр Яковлевич Адлерберг (нем. Alexander von Adlerberg; 25 октября 1806, Ревель — 10 мая 1855, Севастополь, Таврическая губерния) — генерал-майор, участник Севастопольской обороны (погиб в бою у Карантинной бухты).

## Биография
Родился 25 октября 1806 года, сын капитана Ревельского порта генерал-майора флота Якова Фёдоровича Адлерберга.
23 апреля 1821 года вступил на военную службу прапорщиком в пехоту. В 1831 году в чине капитана был в походе против восставших поляков, за боевые отличия награждён орденом Св. Владимира 4-й степени с бантом, польским знаком отличия за военное достоинство 4-й степени и 19 мая 1832 года получил золотую полусаблю с надписью «За храбрость».
В 1837 году произведён в подполковники и в 1842 году в полковники, командовал батальоном в Новоингерманландском пехотном полку. 16 марта 1844 года назначен командиром Новоингерманландского полка и 24 апреля утверждён в должности.
6 декабря 1851 года произведён в генерал-майоры и 21 декабря назначен командиром 2-й бригады 9-й пехотной дивизии.
Среди прочих наград Адлерберг имел ордена Святого Георгия 4-й степени (4 декабря 1843 года, за беспорочную выслугу 25 лет в офицерских чинах, № 6955 по кавалерскому списку Григоровича — Степанова) и Святой Анны 2-й степени (18 октября 1845 года, императорская корона к этому ордену пожалована в 1850 году).
Погиб при обороне Севастополя в ночь с 10 на 11 мая 1855 года в бою за контрапрошные (то есть передовые) укрепления у городского кладбища и Карантинной бухты при контратаке французов..
Узнав о смерти отца, его сын, юнкер Орловского полка Николай Адлерберг (род 17 июня 1837), ночью отправился искать его тело, но погиб во время поиска. 13 мая их похоронили в одной могиле на Братском кладбище (Северная сторона).

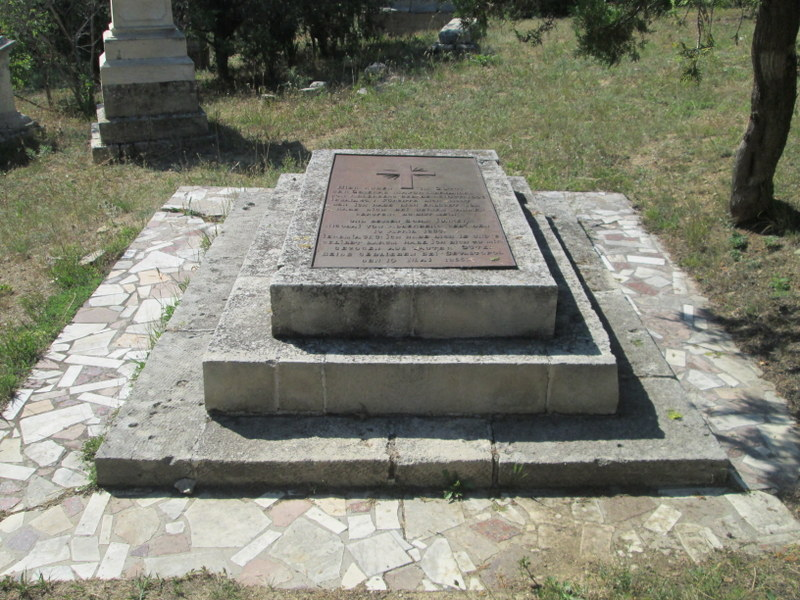
Братское кладбище. Могила Адлерберга А. Я. и Адлерберга Н. А.

## Семья
Брат Густав также был генерал-майором. Член Государственного совета Российской империи генерал от инфантерии Владимир Фёдорович Адлерберг приходился Александру Яковлевичу дядей.

## Награды
- Орден Святого Владимира 4-й степени с бантом (22.08.1831)[3]
- Золотая полусабля с надписью «За храбрость» (19.05.1832)
- Знак отличия за военное достоинство 4-й степени (1832)
- Орден Святого Георгия 4-й степени за 25 лет службы в офицерских чинах (04.12.1843)
- Орден Святой Анны 2-й степени (18.10.1845)
- Знак отличия беспорочной службы за XXV лет (1849)
- Императорская корона к ордену Святой Анны 2-й степени (29.03.1850)

Иностранные:
- Прусский орден Святого Иоанна Иерусалимского (1851)